# Königsherrschaft Christi
Königsherrschaft Christi ist ein Begriff aus der politischen Ethik evangelisch-reformierter Tradition. Er besagt, dass Jesus Christus nach seiner Auferstehung die Weltherrschaft angetreten habe, auch wenn diese im politischen Geschehen nicht offensichtlich ist und der Anspruch Christi von anderen Mächten bestritten wird.

## Neues Testament und Alte Kirche
Die Rede von der Königsherrschaft Christi nimmt biblische Motive auf: Bereits im Neuen Testament wurde Psalm 110 so interpretiert, dass der Auferstandene zur Rechten Gottes des Vaters sitze und alles ihm unterworfen sei. Frühchristliche Hymnen feiern Jesus Christus als Allherrscher (Phil 2,10 ). Das Apostolische Glaubensbekenntnis formuliert: „Er (= Jesus Christus) sitzt zur Rechten Gottes, des allmächtigen Vaters, von dort wird er kommen, zu richten die Lebenden und die Toten.“ Das Glaubensbekenntnis von Nizäa-Konstantinopel hat einen erweiterten Text: „Er sitzt zur Rechten Gottes und wird wiederkommen in Herrlichkeit, zu richten die Lebenden und die Toten; seiner Herrschaft wird kein Ende sein.“ Der eschatologische Ausblick, der in diesen Credo-Sätzen enthalten ist, klingt in den verschiedenen Königsherrschaft-Christi-Konzepten späterer Zeit stets mit.

## Evangelisch-reformierte Tradition
Für Johannes Calvin bedeutete die Himmelfahrt Christi, dass der Auferstandene seine Königsherrschaft bereits angetreten habe. Vom Himmel aus regiere er, der endzeitliche Weltenrichter, schon in der Gegenwart seine Kirche. Entsprechend formuliert der Heidelberger Katechismus (Frage 50): „Christus ist dazu in den Himmel erhöht worden, dass er sich dort erweise als das Haupt seiner Kirche, durch das der Vater alles regiert.“ Die Rede vom himmlischen König und künftigen Richter wurde nicht als Drohkulisse verstanden, sondern als „Quelle der Hoffnung und Erleichterung für die Kinder Gottes, die sich auf dieser Welt von tausend Dingen bedrängt und bedroht wissen.“ Die Lehre vom dreifachen Amt Christi findet sich heute in verschiedenen christlichen Konfessionen, der Akzent darauf, dass Christus „unser König“ sei, gibt ihr das evangelisch-reformierte Kolorit.

## 20. Jahrhundert
Das Motiv der Königsherrschaft Christi wurde seit den 1930er Jahren erneut aufgegriffen. Martin Honecker merkt kritisch an, dass diese Wiederentdeckung ausgerechnet dann stattfand, als das Königtum „infolge seiner Scheinwirklichkeit zu einem romantischen Begriff“ wurde; die Metapher sei damit belastet, dass sie „sprachlich das Gewand einer rückwärtsgewandten Utopie“ trage.
Gegenüber totalitären Ansprüchen des NS-Staates formulierte die Barmer Theologische Erklärung (These II) in Anknüpfung an die Tradition der Königsherrschaft Christi:

„Durch Gott seid ihr in Christus Jesus, der uns von Gott gemacht ist zur Weisheit und zur Gerechtigkeit und zur Heiligung und zur Erlösung. (1 Kor 1,30 )
Wie Jesus Christus Gottes Zuspruch der Vergebung aller unserer Sünden ist, so und mit gleichem Ernst ist er auch Gottes kräftiger Anspruch auf unser ganzes Leben; durch ihn widerfährt uns frohe Befreiung aus den gottlosen Bindungen dieser Welt zu freiem, dankbarem Dienst an seinen Geschöpfen.
Wir verwerfen die falsche Lehre, als gebe es Bereiche unseres Lebens, in denen wir nicht Jesus Christus, sondern anderen Herren zu eigen wären, Bereiche, in denen wir nicht der Rechtfertigung und Heiligung durch ihn bedürften.“

Die Entfaltung der Lehre von der Königsherrschaft Christi in der deutschsprachigen evangelischen Theologie erfolgte nach 1945 und aufbauend auf Barmen II.
Ernst Wolf befasste sich intensiv mit der Zuordnung der lutherischen Zwei-Reiche-Lehre und der Königsherrschaft Christi. Denn in ihrer neulutherischen Interpretation hatte die Zwei-Reiche-Lehre die Zurückdrängung des Christlichen in den Privatbereich begünstigt und dem NS-Staat seine Eigengesetzlichkeit zugestanden. Dem stellte Wolf pointiert den totalen Anspruch Christi auf das Leben des Christen gegenüber: „Der Befreiung durch Jesus Christus entsprich die Totalität des Gehorsams, denn diese Befreiung aus der Macht der Sünde und des Todes unterstellt ‚total‘ einer neuen und eben einer wahren Herrschaft.“ Wichtig sind die praktischen Konsequenzen: Die Christen sollen in den politischen Fragen der Gegenwart „Zeichen des noch verborgenen Reiches, dessen Botschafter wir sind,“ aufrichten. Heinz-Dietrich Wendland betonte, dass die eschatologische Perspektive der Königsherrschaft Christi beinhalte, für Frieden, Gerechtigkeit und Freiheit in der Gegenwart aktiv zu werden und sich dabei politische Nah- und Fernziele zu setzen. Jürgen Moltmann geht davon aus, dass mit der Auferstehung Jesu Christi dessen Sieg bereits entschieden sei. Der Christ nehme daher nicht an einem weltgeschichtlichen Ringen zwischen Gut und Böse auf Seiten des Guten teil, sondern er vollziehe den Sieg Christi persönlich nach, indem er in den verschiedenen Feldern des gesellschaftlichen Lebens Verantwortung übernehme. Darin bestehe seine Nachfolge Christi.
Mit Berufung auf Barmen II und die Metapher der Königsherrschaft Christi widersprachen evangelische Theologen (zum Beispiel Friedrich-Wilhelm Marquardt, Dieter Schellong) Mitte der 1950er Jahre der atomaren Bewaffnung.
Die Theologische Kommission des Lutherischen Weltbundes befasste sich 1967 mit dem Konzept der Königsherrschaft Christi als Korrektiv der Zwei-Reiche-Lehre. Sie sah bei der Königsherrschaft Christi, für sich genommen, die Gefahr, dass die christliche Sozialethik gesetzlich würde. „Daraus kann sehr wohl der Verlust der Freiheit und der anmaßende und vergebliche Versuch resultieren, das Reich Gottes durch menschliche Aktivität und Klugheit zu begründen.“